# Susana de la Puente Wiese
Susana María de la Puente Wiese es una banquera y empresaria peruana.

## Biografía
Es hija del exministro Gonzalo de la Puente y Lavalle y Clotilde Wiese de Osma. Realizó estudios escolares en el Colegio Santa Úrsula, de las madres Ursulinas y en el Colegio Villa María, de las madres del Inmaculado Corazón de María.
Por parte de su madre, es nieta de Augusto N. Wiese Eslava, fundador del Banco Wiese y sobrina de Augusto Felipe Wiese de Osma y de Guillermo Wiese de Osma, Presidente del Banco Wiese. Por su padre, es sobrina del reconocido jurista Manuel de la Puente y Lavalle, prima de la exalcaldesa de Lima Susana Villarán de la Puente y sobrina del candidato presidencial de 1956, Hernando de Lavalle Vargas.
Estudió Administración en la Universidad del Pacífico, de la cual egresó en 1981. Después, realizó una maestría en Administración en el entonces Arthur D. Little School of Management de Boston, ahora conocido como Hult International Business School.

## Trayectoria profesional
En 1984, ingresó al JP Morgan en Nueva York, en Banca de Inversión. En 1992, fue nombrada Senior Banker y Directora de JP Morgan Perú. Fue directora general y Vicepresidenta de JP Morgan Chase para la Región Andina, Centroamérica y el Caribe y luego Vice Chairman para Latinoamérica hasta 2007.
En el mes de mayo de 2007, entró a formar parte del Consejo Consultivo del Hypatia Capital Group, en la ciudad de Nueva York.
En 2010, se incorporó al consejo directivo del Grupo Wiese y de la Fundación Wiese. Asimismo, es socia fundadora y Directora de Futura Schools, Directora de la ONG Acción Comunitaria del Perú, Directora de la ONG CARE y Directora de Lumni Perú. 
Susana de la Puente es una amante del arte y coleccionista participando intensamente en la  escena artística de Londres, así como en las bienales y ferias de Arte de Europa y América. Es además miembro del consejo directivo del Museo de Arte de Lima, y del Museo del Barrio de Nueva York. De la Puente gestiona el Hotel Boutique B en Lima, Perú. Este hotel es una casona construida en 1914 que fue convertida en hotel arts-boutique. Cada una de las 17 habitaciones del establecimiento alberga esculturas, pinturas y fotografías de artistas contemporáneos de todo el mundo.
Desde el mes de noviembre de 2015, es Directora de LUMNI, una empresa de impacto social que administra fondos de inversión que invierten en el capital humano de jóvenes en educación superior en Perú, Colombia, Chile, México y Estados Unidos. Los fondos LUMNI financian una parte de los gastos de educación del estudiante y, a cambio, la empresa paga un porcentaje de su ingreso laboral durante un determinado número de años.
Desde el mes de octubre de 2016, es miembro del Comité Consultivo de Laboratoria que ofrece a las mujeres jóvenes de escasos recursos una carrera en tecnología que transforma su futuro. Gracias a su actividad, hay más de 2500 mujeres jóvenes egresadas desde 2015 y hoy en día más del 85% de sus estudiantes han sido colocados como desarrolladores web, casi triplicando sus ingresos, mejorando sus vidas y generando un impacto positivo en sus familias y comunidades.
Es Presidenta del Directorio del Club Empresarial de Lima, miembro del Patronato de la Universidad del Pacífico y miembro del Consejo Consultivo de la Universidad Peruana de Ciencias Aplicadas.
Anteriormente, De la Puente fue Directora de Telefónica del Perú, miembro del Comité de Asesoría al Presidente del Directorio del Banco Interamericano de Desarrollo (BID), Directora del Instituto Peruano de Administración de Empresas (IPAE), Directora de OWIT – PERU y Directora de Pro Mujer-Perú, ONG dedicada a las microfinanzas dirigidas por mujeres en Latinoamérica.
Susana de la Puente es reconocida por su papel en la transformación del panorama financiero latinoamericano. Participó en las transacciones más grandes de la región entre las que se incluyen las privatizaciones de la década de 1990 y las fusiones y adquisiciones de los últimos 30 años. De la Puente también ha contribuido a la apertura de los mercados de capitales a emisores de la región. Lideró la primera emisión de Eurobonos para una corporación latinoamericana, CEMEX, en 1989, el primer Eurobono para Venezuela en 1999 y la primera OPV de una empresa peruana en la Bolsa de Nueva York, entre otras transacciones del mercado global de capitales.
En julio de 2017, fue nombrada como Embajadora del Perú ante el Reino Unido de Gran Bretaña e Irlanda del Norte. En octubre del mismo año, fue nombrada como representante permanente del Perú ante la Organización Marítima Internacional.
En 2018, De la Puente puso a disposición su cargo al Ministerio de Relaciones Exteriores como Embajadora en el Reino Unido y como representante permanente del Perú ante la Organización Marítima Internacional.
Desde el año 2021, Susana de la Puente reside en Londres y se dedica a inversiones en proyectos de Startups.

## Reconocimientos
En mayo de 1999, Susana de la Puente fue nombrada como una de las 50 líderes para el nuevo milenio por la Revista Time de Estados Unidos. De la misma manera, las revistas Euromoney y Global Finance la han considerado en el Top de Mujeres en Finanzas. La Revista Poder y The Economist, la nombró “Mejor Banquero de Inversión para Latinoamérica” y América Economía la nombró “Una de las 10 Mujeres más Poderosas en Latinoamérica”.